# (1933) Tinchen
(1933) Tinchen (1972 AC; 1956 TB; 1956 VE; 1962 JF; 1962 JS) ist ein Asteroid des Hauptgürtels, der am 14. Januar 1972 von Luboš Kohoutek in der Hamburger Sternwarte (Bergedorf) entdeckt wurde.